# Matangshan (sockenhuvudort i Kina, Hunan Sheng, lat 27,39, long 110,69)
Matangshan (kinesiska: 麻塘山, 麻塘山乡, 兴屋场) är en sockenhuvudort i Kina. Den ligger i provinsen Hunan, i den södra delen av landet, omkring 240 kilometer väster om provinshuvudstaden Changsha. Antalet invånare är 13 206. Befolkningen består av 6 368 kvinnor och 6 838 män. Barn under 15 år utgör 24,0 %, vuxna 15-64 år 65 %, och äldre över 65 år 9,0 %.
Runt Matangshan är det tätbefolkat, med 369 invånare per kvadratkilometer. Närmaste större samhälle är Huxingshan, 17,9 km norr om Matangshan. I omgivningarna runt Matangshan växer i huvudsak blandskog.
Genomsnittlig årsnederbörd är 1 796 millimeter. Den regnigaste månaden är juni, med i genomsnitt 269 mm nederbörd, och den torraste är december, med 62 mm nederbörd.